# Beurys Lake
Beurys Lake ist ein Census-designated place im Schuylkill County, Pennsylvania, in den Vereinigten Staaten. Das U.S. Census Bureau hat bei der Volkszählung 2020 eine Einwohnerzahl von 132 ermittelt.

## Geographie
Beurys Lakes geographische Koordinaten lauten 40° 43′ N, 76° 23′ W (40,717942, −76,379373). Die Siedlung liegt südlich der Pennsylvania State Route 901, die ostwärts zum nahegelegenen Exit 35 der Interstate 81 führt.
Nach den Angaben des United States Census Bureaus hat der CDP eine Fläche von 0,5 km², wovon nur 2,50 % auf Gewässer entfallen. Entwässert wird das Gebiet um den Ort weitgehend durch den Deep Creek, der Beurys Lake von Osten nach Westen durchfließt, doch nordwestlich des Ortes entspringt der Crab Run.

## Demographie
Zum Zeitpunkt des United States Census 2000 bewohnten Beurys Lake 133 Personen. Die Bevölkerungsdichte betrug 131,7 Personen pro km². Es gab 128 Wohneinheiten, durchschnittlich 126,7 pro km². Die Bevölkerung Beurys Lakes bestand zu 100,0 % aus Weißen, 0 % Schwarzen oder African American, 0 % Native American, 0 % Asian, 0 % Pacific Islander, 0 % gaben an, anderen Rassen anzugehören und 0 % nannten zwei oder mehr Rassen. 0 % der Bevölkerung erklärten, Hispanos oder Latinos jeglicher Rasse zu sein.
Die Bewohner Beurys Lakes verteilten sich auf 58 Haushalte, von denen in 29,3 % Kinder unter 18 Jahren lebten. 62,1 % der Haushalte stellten Verheiratete, 3,4 % hatten einen weiblichen Haushaltsvorstand ohne Ehemann und 32,8 % bildeten keine Familien. 27,6 % der Haushalte bestanden aus Einzelpersonen und in 6,9 % aller Haushalte lebte jemand im Alter von 65 Jahren oder mehr alleine. Die durchschnittliche Haushaltsgröße betrug 2,29 und die durchschnittliche Familiengröße 2,82 Personen.
Die Bevölkerung verteilte sich auf 20,3 % Minderjährige, 6,0 % 18–24-Jährige, 30,1 % 25–44-Jährige, 30,8 % 45–64-Jährige und 12,8 % im Alter von 65 Jahren oder mehr. Der Median des Alters betrug 42 Jahre. Auf jeweils 100 Frauen entfielen 98,5 Männer. Bei den über 18-Jährigen entfielen auf 100 Frauen 112,0 Männer.
Das mittlere Haushaltseinkommen in Beurys Lake betrug 45.000 US-Dollar und das mittlere Familieneinkommen erreichte die Höhe von 55.833 US-Dollar. Das Durchschnittseinkommen der Männer betrug 38.750 US-Dollar, gegenüber 1.750 US-Dollar bei den Frauen. Das Pro-Kopf-Einkommen belief sich auf 24.247 US-Dollar. 7,3 % der Bevölkerung und 8,8 % der Familien hatten ein Einkommen unterhalb der Armutsgrenze, davon waren 11,1 % der Minderjährigen und 0,0 % der Altersgruppe 65 Jahre und mehr betroffen.